# Cyphostemma ternatum
Cyphostemma ternatum là một loài thực vật hai lá mầm trong họ Nho. Loài này được (Forssk.) Desc miêu tả khoa học đầu tiên năm 1967.